# Nicole Melichar

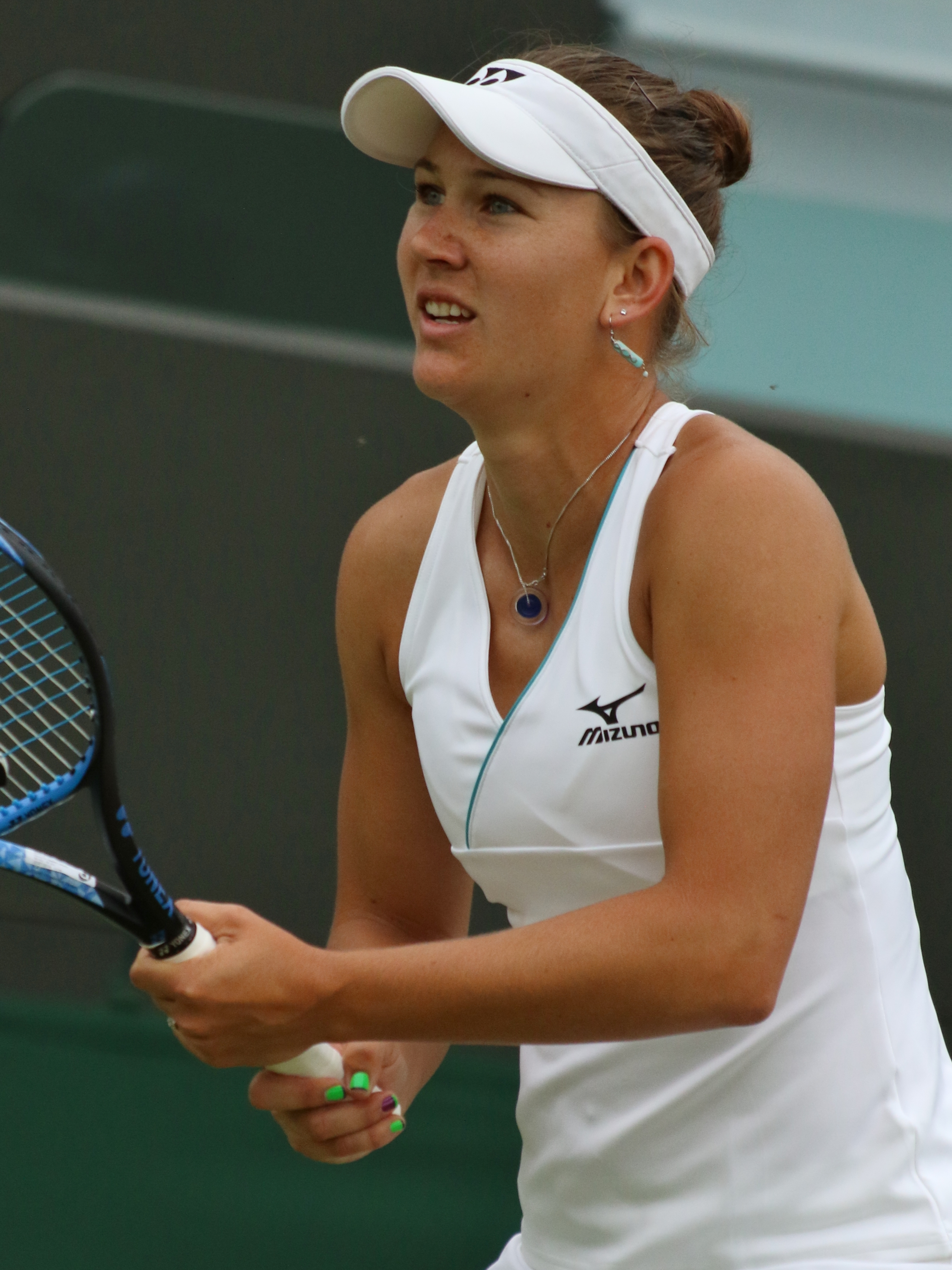
Wimbledon 2019

Nicole Melichar (Brno, 29 juli 1993) is een tennisspeelster uit de Verenigde Staten van Amerika. Zij begon op zesjarige leeftijd met tennis. Haar favoriete ondergrond is hardcourt. Zij speelt rechtshandig en heeft een tweehandige backhand. Zij is actief in het internationale tennis sinds 2008. Sinds eind augustus 2021 staat zij bij de WTA ingeschreven als Nicole Melichar-Martinez.

## Loopbaan

### Enkelspel
In 2012 won Melichar haar eerste ITF-toernooi, in Antalya-Belconti (Turkije). Een maand later won zij daar dichtbij (in Antalya-Ihtisas) nog een tweede titel.
In 2015 kwalificeerde Melichar zich voor het eerst voor een WTA-hoofdtoernooi, op het toernooi van Seoel. Dat was tevens voor het laatst. Door haar geringe deelname aan het enkelspel verloor zij in oktober 2021 haar notering op de WTA-ranglijst.

### Dubbelspel
In 2012 won Melichar haar eerste ITF-toernooi, in Metepec (Mexico). In totaal won zij zeven ITF-titels, de laatste in 2017 in Launceston (Australië).
In 2013 speelde Melichar voor het eerst op een WTA-hoofdtoernooi, op het toernooi van Cali, samen met landgenote Chiara Scholl. Zij stond in 2015 voor het eerst in een WTA-finale, op het toernooi van Tianjin, samen met de Kroatische Darija Jurak – zij verloren van het Chinese koppel Xu Yifan en Zheng Saisai. In 2016 veroverde Melichar haar eerste WTA-titel, op het toernooi van San Antonio, samen met de Duitse Anna-Lena Grönefeld, door het koppel Klaudia Jans-Ignacik en Anastasia Rodionova te verslaan. Tot op heden(mei 2025) won zij zeventien WTA-titels, waarvan vijf met de Tsjechische Květa Peschke en drie met de Nederlandse Demi Schuurs. Sinds augustus 2022 speelde zij vijftien finales samen met de Australische Ellen Perez (onder meer op het eindejaarstoernooi van 2023), waarvan zij er vier wonnen.
Haar beste resultaat op de grandslamtoernooien is het bereiken van de finale, eenmaal op Wimbledon in 2018 met Květa Peschke en andermaal op het US Open 2020 met de Chinese Xu Yifan. Haar hoogste notering op de WTA-ranglijst is de 6e plaats, die zij bereikte in juli 2023.

#### Gemengd dubbelspel
In 2017 speelde Melichar, samen met de Duitser Andre Begemann, op Wimbledon – zij bereikten er de kwartfinale. In 2018 bereikte zij nogmaals de kwartfinale, nu op Roland Garros, met de Oostenrijker Alexander Peya aan haar zijde. Met dezelfde partner won zij in datzelfde jaar Wimbledon.

### Tennis in teamverband
In 2019 maakte Melichar deel uit van het Amerikaanse Fed Cup-team – zij behaalde daar een winst/verlies-balans van 0–1.

## Posities op deWTA-ranglijst
Positie per einde seizoen:
| jaar | rang enkelspel | rang dubbelspel |
| ---- | -------------- | --------------- |
| 2010 | 887            | 697             |
| 2011 | 666            | 478             |
| 2012 | 424            | 320             |
| 2013 | 488            | 184             |
| 2014 | 803            | 124             |
| 2015 | 463            | 69              |
| 2016 | 965            | 88              |
| 2017 | 739            | 39              |
| 2018 | 876            | 15              |
| 2019 | 798            | 20              |
| 2020 | 821            | 11              |
| 2021 | –              | 12              |
| 2022 | –              | 19              |
| 2023 | –              | 15              |
| 2024 | –              | 12              |

## Palmares
| Legenda                 |
| ----------------------- |
| Grandslamtoernooi       |
| Olympische Spelen       |
| Year-End Championships  |
| Premier Mandatory       |
| Premier Five / WTA 1000 |
| Premier / WTA 500       |
| International / WTA 250 |
| Challenger / WTA 125    |

### WTA-finaleplaatsen enkelspel
geen

### WTA-finaleplaatsen vrouwendubbelspel
| nr.              | finale     | toernooi         | ondergrond    | partner             | tegenstandsters                          | score            |         |
| ---------------- | ---------- | ---------------- | ------------- | ------------------- | ---------------------------------------- | ---------------- | ------- |
| gewonnen finales |            |                  |               |                     |                                          |                  |         |
| 01.              | 2016-03-19 | WTA San Antonio  | hardcourt     | Anna-Lena Grönefeld | Klaudia Jans-Ignacik Anastasia Rodionova | 6-1, 6-3         | details |
| 02.              | 2017-05-27 | WTA Neurenberg   | gravel        | Anna Smith          | Kirsten Flipkens Johanna Larsson         | 3-6, 6-3, [11-9] | details |
| 03.              | 2018-05-04 | WTA Praag        | gravel        | Květa Peschke       | Mihaela Buzărnescu Lidzija Marozava      | 6-4, 6-2         | details |
| 04.              | 2018-10-14 | WTA Tianjin      | hardcourt     | Květa Peschke       | Monique Adamczak Jessica Moore           | 6-4, 6-2         | details |
| 05.              | 2019-01-05 | WTA Brisbane     | hardcourt     | Květa Peschke       | Chan Hao-ching Latisha Chan              | 6-1, 6-1         | details |
| 06.              | 2019-08-04 | WTA San Jose     | hardcourt     | Květa Peschke       | Shuko Aoyama Ena Shibahara               | 6-4, 6-4         | details |
| 07.              | 2019-09-15 | WTA Zhengzhou    | hardcourt     | Květa Peschke       | Yanina Wickmayer Tamara Zidanšek         | 6-1, 7-6         | details |
| 08.              | 2020-01-17 | WTA Adelaide     | hardcourt     | Xu Yifan            | Gabriela Dabrowski Darija Jurak          | 2-6, 7-5, [10-5] | details |
| 09.              | 2020-09-26 | WTA Straatsburg  | gravel        | Demi Schuurs        | Hayley Carter Luisa Stefani              | 6-4, 6-3         | details |
| 10.              | 2021-03-05 | WTA Doha         | hardcourt     | Demi Schuurs        | Monica Niculescu Jeļena Ostapenko        | 6-2, 2-6, [10-8] | details |
| 11.              | 2021-04-11 | WTA Charleston   | gravel        | Demi Schuurs        | Marie Bouzková Lucie Hradecká            | 6-2, 6-4         | details |
| 12.              | 2022-05-21 | WTA Straatsburg  | gravel        | Darja Gavrilova     | Lucie Hradecká Sania Mirza               | 5-7, 7-5, [10-6] | details |
| 13.              | 2022-08-27 | WTA Cleveland    | hardcourt     | Ellen Perez         | Anna Danilina Aleksandra Krunić          | 7-5, 6-3         | details |
| 14.              | 2024-03-03 | WTA San Diego    | hardcourt     | Ellen Perez         | Desirae Krawczyk Jessica Pegula          | 6-1, 6-2         | details |
| 15.              | 2024-05-04 | WTA Lleida       | gravel        | Ellen Perez         | Katarzyna Piter Mayar Sherif             | 7-5, 6-2         | details |
| 16.              | 2024-06-29 | WTA Bad Homburg  | gras          | Ellen Perez         | Chan Hao-ching Veronika Koedermetova     | 4-6, 6-3, [10-8] | details |
| 17.              | 2024-09-22 | WTA Seoel        | hardcourt     | Ljoedmila Samsonova | Zhang Shuai Miyu Kato                    | 6-1, 6-0         | details |
| verloren finales |            |                  |               |                     |                                          |                  |         |
| 01.              | 2015-10-18 | WTA Tianjin      | hardcourt     | Darija Jurak        | Xu Yifan Zheng Saisai                    | 2-6, 6-3, [8-10] | details |
| 02.              | 2017-03-05 | WTA Kuala Lumpur | hardcourt     | Makoto Ninomiya     | Ashleigh Barty Casey Dellacqua           | 6-7, 3-6         | details |
| 03.              | 2017-04-30 | WTA Istanbul     | gravel        | Elise Mertens       | Dalila Jakupović Nadija Kitsjenok        | 6-7, 2-6         | details |
| 04.              | 2017-10-20 | WTA Moskou       | hardcourt (i) | Anna Smith          | Tímea Babos Andrea Hlaváčková            | 2-6, 6-3, [3-10] | details |
| 05.              | 2018-04-29 | WTA Stuttgart    | gravel (i)    | Květa Peschke       | Raquel Atawo Anna-Lena Grönefeld         | 4-6, 7-6, [5-10] | details |
| 06.              | 2018-07-14 | Wimbledon        | gras          | Květa Peschke       | Barbora Krejčíková Kateřina Siniaková    | 4-6, 6-4, 0-6    | details |
| 07.              | 2019-05-03 | WTA Praag        | gravel        | Květa Peschke       | Anna Kalinskaja Viktória Kužmová         | 6-4, 5-7, [7-10] | details |
| 08.              | 2019-05-25 | WTA Neurenberg   | gravel        | Sharon Fichman      | Gabriela Dabrowski Xu Yifan              | 6-4, 6-7, [5-10] | details |
| 09.              | 2020-08-29 | WTA Cincinnati   | hardcourt     | Xu Yifan            | Květa Peschke Demi Schuurs               | 1-6, 6-4, [4-10] | details |
| 10.              | 2020-09-11 | US Open          | hardcourt     | Xu Yifan            | Laura Siegemund Vera Zvonarjova          | 4-6, 4-6         | details |
| 11.              | 2021-06-20 | WTA Berlijn      | gras          | Demi Schuurs        | Viktoryja Azarenka Aryna Sabalenka       | 6-4, 5-7, [4-10] | details |
| 12.              | 2021-06-26 | WTA Eastbourne   | gras          | Demi Schuurs        | Shuko Aoyama Ena Shibahara               | 1-6, 4-6         | details |
| 13.              | 2022-08-14 | WTA Toronto      | hardcourt     | Ellen Perez         | Cori Gauff Jessica Pegula                | 4-6, 7-6, [5-10] | details |
| 14.              | 2022-08-20 | WTA Cincinnati   | hardcourt     | Ellen Perez         | Ljoedmyla Kitsjenok Jeļena Ostapenko     | 6-7, 3-6         | details |
| 15.              | 2022-09-25 | WTA Tokio        | hardcourt     | Ellen Perez         | Gabriela Dabrowski Giuliana Olmos        | 4-6, 4-6         | details |
| 16.              | 2022-10-01 | WTA Tallinn      | hardcourt (i) | Laura Siegemund     | Ljoedmyla Kitsjenok Nadija Kitsjenok     | 5-7, 6-4, [7-10] | details |
| 17.              | 2023-03-05 | WTA Austin       | hardcourt     | Ellen Perez         | Erin Routliffe Aldila Sutjiadi           | 4-6, 6-3, [8-10] | details |
| 18.              | 2023-04-23 | WTA Stuttgart    | gravel (i)    | Giuliana Olmos      | Desirae Krawczyk Demi Schuurs            | 4-6, 1-6         | details |
| 19.              | 2023-07-01 | WTA Eastbourne   | gras          | Ellen Perez         | Desirae Krawczyk Demi Schuurs            | 2-6, 4-6         | details |
| 20.              | 2023-08-19 | WTA Cincinnati   | hardcourt     | Ellen Perez         | Alycia Parks Taylor Townsend             | 7-6, 4-6, [6-10] | details |
| 21.              | 2023-08-26 | WTA Cleveland    | hardcourt     | Ellen Perez         | Miyu Kato Aldila Sutjiadi                | 4-6, 7-6, [8-10] | details |
| 22.              | 2023-11-06 | WTA Finals       | hardcourt     | Ellen Perez         | Laura Siegemund Vera Zvonarjova          | 4-6, 4-6         | details |
| 23.              | 2024-02-04 | WTA Linz         | hardcourt (i) | Ellen Perez         | Sara Errani Jasmine Paolini              | 5-7, 6-4, [7-10] | details |
| 24.              | 2024-02-24 | WTA Dubai        | hardcourt     | Ellen Perez         | Storm Hunter Kateřina Siniaková          | 4-6, 2-6         | details |
| 25.              | 2024-10-20 | WTA Ningbo       | hardcourt     | Ellen Perez         | Demi Schuurs Yuan Yue                    | 3-6, 3-6         | details |
| 26.              | 2025-05-24 | WTA Straatsburg  | gravel        | Guo Hanyu           | Tímea Babos Luisa Stefani                | 3-6, 7-6, [7-10] | details |
| 27.              | 2025-06-14 | WTA Rosmalen     | gras          | Ljoedmila Samsonova | Irina Chromatsjova Fanny Stollár         | 5-7, 3-6         | details |

### Finaleplaatsen gemengd dubbelspel
| nr.              | finale     | toernooi  | ondergrond | partner        | tegenstanders                   | score    |         |
| ---------------- | ---------- | --------- | ---------- | -------------- | ------------------------------- | -------- | ------- |
| gewonnen finales |            |           |            |                |                                 |          |         |
| 1.               | 2018-07-15 | Wimbledon | gras       | Alexander Peya | Jamie Murray Viktoryja Azarenka | 7-6, 6-3 | details |

## Resultaten grandslamtoernooien
| Legenda | Legenda                          |
| ------- | -------------------------------- |
| g.t.    | geen toernooi gehouden           |
| l.c.    | lagere categorie                 |
| –       | niet deelgenomen                 |
| G       | uitgeschakeld in de groepsfase   |
| 1R      | uitgeschakeld in de eerste ronde |
| 2R      | uitgeschakeld in de tweede ronde |
| 3R      | uitgeschakeld in de derde ronde  |
| 4R      | uitgeschakeld in de vierde ronde |
| KF      | uitgeschakeld in de kwartfinale  |
| HF      | uitgeschakeld in de halve finale |
| F       | de finale verloren               |
| W       | het toernooi gewonnen            |
| w-v     | winst/verlies-balans             |

### Enkelspel
geen deelname

### Vrouwendubbelspel
| toernooi        | 2015 | 2016 | 2017 | 2018 | 2019 | 2020 | 2021 | 2022 | 2023 | 2024 | 2025 |
| --------------- | ---- | ---- | ---- | ---- | ---- | ---- | ---- | ---- | ---- | ---- | ---- |
| Australian Open | –    | 1R   | –    | 3R   | 3R   | 1R   | HF   | 3R   | 2R   | 1R   | 3R   |
| Roland Garros   | –    | 1R   | 1R   | 3R   | KF   | HF   | 3R   | 1R   | HF   | 3R   | 2R   |
| Wimbledon       | 1R   | 1R   | 1R   | F    | KF   | g.t. | 1R   | KF   | 1R   | 2R   |      |
| US Open         | –    | 2R   | 1R   | 1R   | 2R   | F    | 1R   | HF   | 2R   | KF   |      |

### Gemengd dubbelspel
| toernooi        | 2012 |    | 2016 | 2017 | 2018 | 2019 | 2020 | 2021 | 2022 | 2023 | 2024 | 2025 |
| --------------- | ---- | -- | ---- | ---- | ---- | ---- | ---- | ---- | ---- | ---- | ---- | ---- |
| Australian Open | –    | –  | –    | 1R   | HF   | 2R   | 2R   | 1R   | 1R   | KF   | 1R   |      |
| Roland Garros   | –    | –  | –    | KF   | HF   | g.t. | 2R   | HF   | 1R   | 2R   | 2R   |      |
| Wimbledon       | –    | 1R | KF   | W    | KF   | g.t. | KF   | 1R   | 1R   | –    |      |      |
| US Open         | 1R   | –  | 1R   | KF   | 2R   | g.t. | 2R   | 2R   | 1R   | 1R   |      |      |